# کبوتر
کبوتر (که همچنین با نام‌های کفتر، کوتر یا کپتر نامیده می‌شود)، به گروهی از پرندگان متوسط تا بزرگ جثه از سردهٔ کبوترها و خانواده کبوتران در راسته کبوترسانان گفته می‌شود که به دو صورت وحشی و اهلی یافت می‌شود.
کبوتران اهلی شامل: کبوتر پرشی، کبوتر مسافتی، کبوتر تزیینی، کبوتر گوشتی
کبوتران وحشی شامل: کبوتر جنگلی، کبوتر چاهی، کبوتر کوهپایه، کبوتر دشتی
و رنگ‌ها و نژادهای مختلفی دارد که معروف‌ترین آن‌ها کبوتر خانگی، کبوتر چاهی و کبوتران خانگی وحشی شده است.
هر دو واژه کبوتر و کفتر در نوشتار و گفتار پذیرفته شده است به گونه‌ای که کفتر در شاهنامه هم آمده با این وجود در نوشتار کبوتر بیشتر به کار می‌رود و در گفتار بسته به گویشور ممکن است «کبوتر» یا «کفتر» واژهٔ پرکاربردتر باشد. با این حال کفتر در ترکیباتی مانند کفترباز و کفتربازی از کبوتر کاربرد بیشتری دارد.

## نام
نام علمی کبوتر خانگی Columba livia domestica است. نام علمی کبوتر چاهی که اکثر کبوتران خانگی از نسل آن‌هایند Columba livia است. به این پرنده در زبان عربی، حمام (طیر) و در ترکی، گوگرچین گویند. واژه کبوتر یک واژه فارسی است که از دو واژه «کبود» (آبی) و «تر» تشکیل شده است. در زبان سانسکریت به آن Kap^ota و در زبان پهلوی به آن Kapotar می‌گفته‌اند.

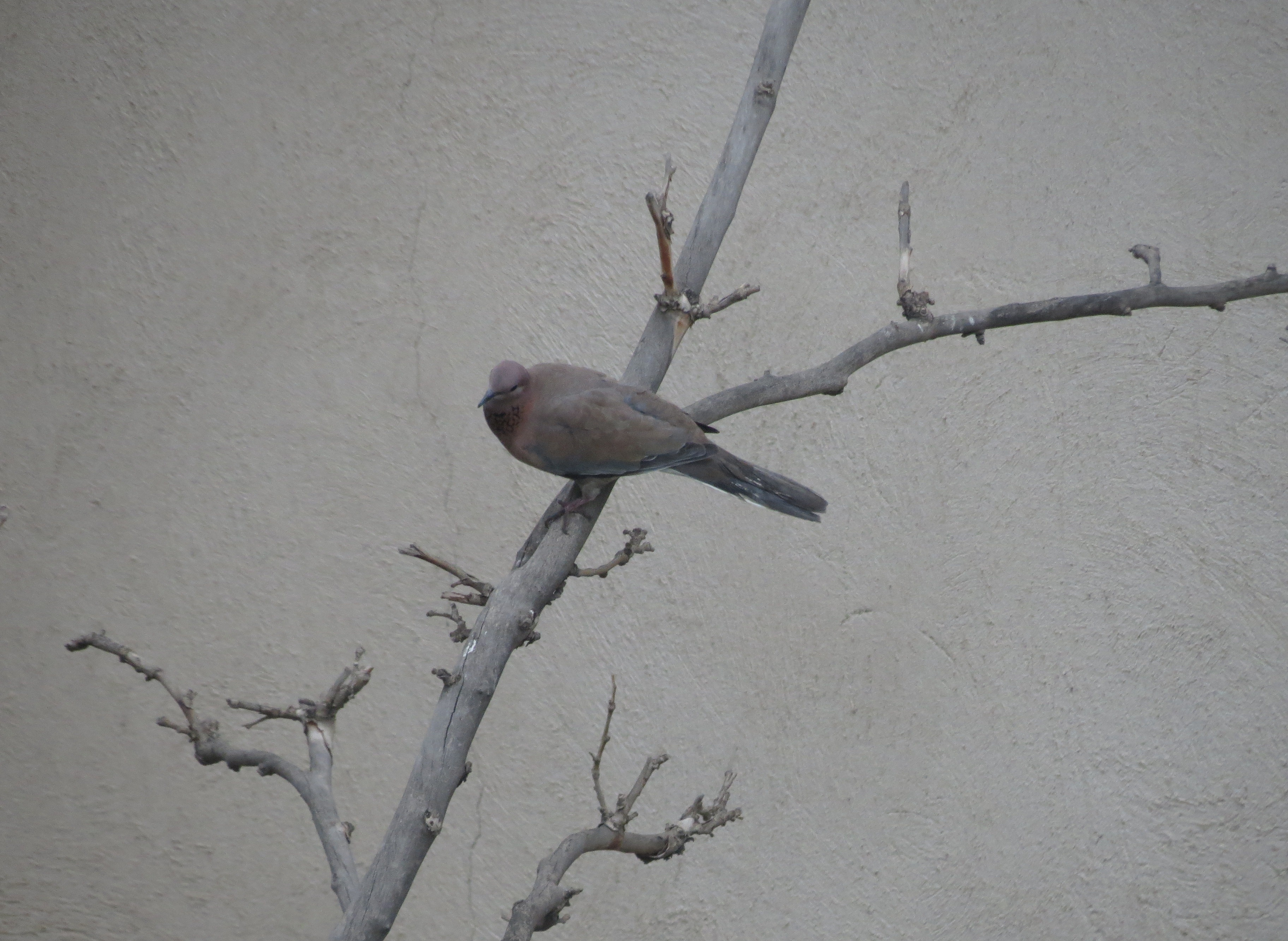
نوعی کبوتر برشاخه

در فارسی گفتاری، به کبوتر، کَفتر یا همان کبوتر می‌گویند که مُبدَّل کبوتر است و نام‌های محلی آن در کردستان و کرمانشاه کوتر، کموتر و در بعضی نقاط جنوب کپتر و کبتر است. در زبان لری به آن کموتر می‌گویند لغتنامهٔ دهخدا، نام‌های زیر به این پرنده نسبت داده شده است: کفتر، کبتر، حمام، حمامه، نامه‌بر، کوتر، عفد، فاخته، سعدانه، صلصله و بالاخره ورقاء.
نژادهای کبوتر بسیار متنوع بوده و در سراسر جهان پراکنده است.
در بلوچی نیز لفظ kapot برای این پرندگان استفاده می‌شود.

## رده‌بندی علمی کبوترها

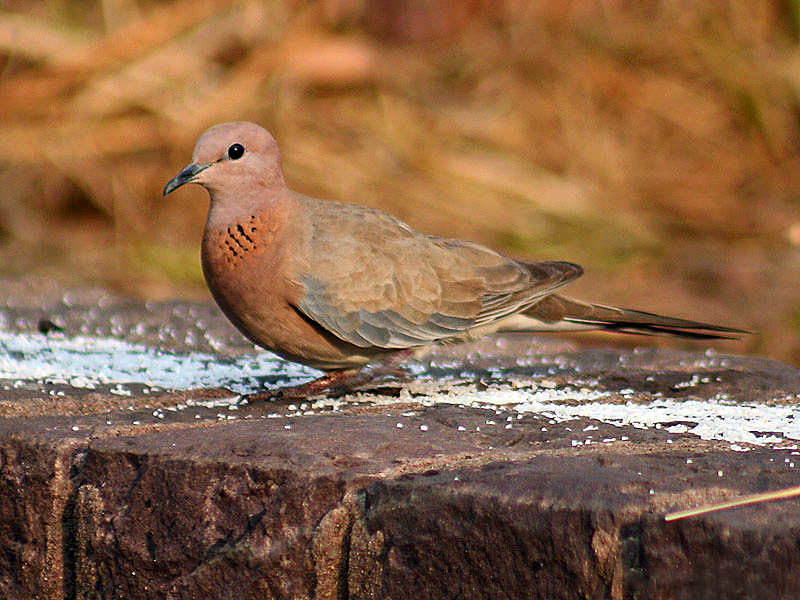
قمری خانگی

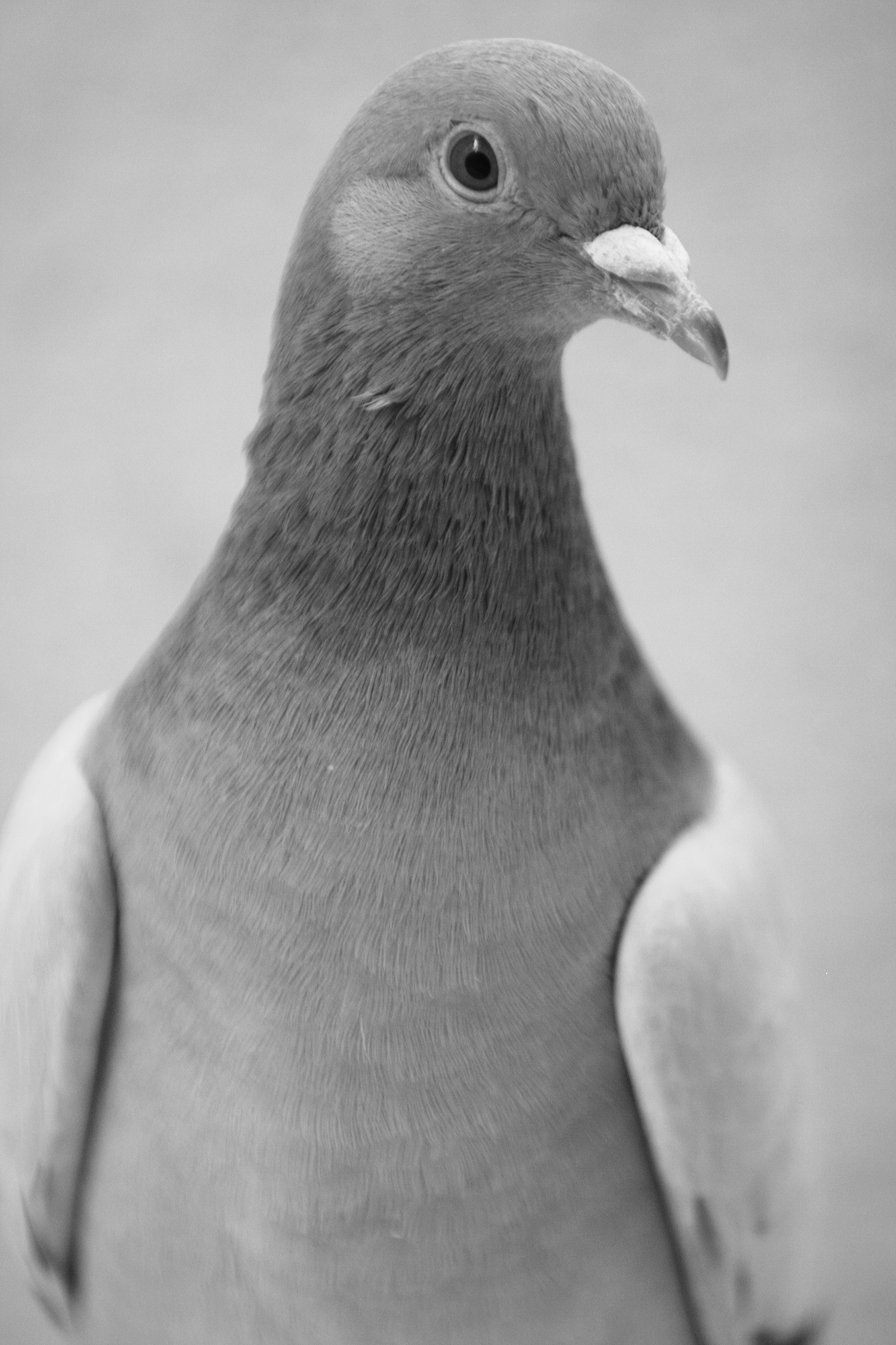
کبوتر چاهی بالغ در ایران

جمع‌آوری اطلاعات در مورد گونه‌های کبوتر، با توجه به فراوانی آن‌ها و اختلاف صفات، رنگ‌ها و شکل آنان، کار چندان آسانی نیست چرا که آمیزش گونه‌های مختلف با هم، بسیار رواج دارد و این آمیزش‌ها باعث پدید آمدن گونه‌های جدید شده است. برخی معتقدند که انواع کبوترها، از هزار گونه نیز بیشتر است.

### گونه‌های خانواده کبوتران در ایران
- کبوتر چاهی Columba livia
- کبوتر کوهپایه، Columba oenas
- کبوتر چشم‌زرد Columba eversmammi
- کبوتر جنگلی Columba palumbus
- کبوتر تاجدار Goura victoria
- قمری معمولی Streptopelia turtur
- قمری خانگی Streptopelia senegalensis
- قمری خاوری Streptopelia orientalis
- یاکریم اوراسیایی Streptopelia dacaocto
- یاکریم سرخ Streptopelia tranquebarica
- همچنین ببینید: کبوترسانان

## تاریخ اهلی‌شدن کبوتر
تاریخ دقیق پیدایش کبوتر و زمان اهلی شدن و استفاده از آن در جنگ و صلح به درستی معلوم نیست؛ ولی آنچه مسلم است این است که از سه هزار سال قبل از میلاد مسیح، کبوتر در مصر وجود داشته و فراعنه مصر، به عنوان پِیک از آن استفاده می‌کردند و حتی آن را پرنده‌ای مقدس می‌دانستند. یونانی‌ها هم چندین هزار سال قبل از میلاد از کبوتر به عنوان قاصد استفاده می‌کردند و نام برندگان ورزش‌های المپیک را به پای آن‌ها می‌بستند و به وطن شان می‌فرستادند. پس از مصر، ایران، چین، یونان و روم از قدیمی‌ترین مراکز پرورش و تربیت کبوتر در اعصار گذشته بوده‌اند.
تاریخ نشان می‌دهد که کورش کبیر برای ارسال اخبار محرمانه به نقاط مختلف کشور پهناور خود، کبوترانی در اختیار داشته و ژولیوس سزار، امپراتور روم، اولین کسی بوده که برای فتح گال (فرانسه امروزی) از کبوتران نامه‌بر استفاده کرده است.
دریانوردان فنیقی و قبرسی، در هنگام سفر کبوترها را با خود می‌بردند و پس از رسیدن به مقصد، آن‌ها را با نامه‌هایی به محل سکونت خود می‌فرستادند، تا خانواده‌هایشان را از وضعیت و تاریخ بازگشت خود مطلع سازند. در کشورهای یاد شده، پرورش متراکم کبوتر متداول بوده، بشر با ساختن برج‌هایی، که امروزه کبوترخانه نامیده می‌شود و حفره‌های زیادی دارد، کود این پرنده را جمع‌آوری می‌کرده است، این رسم هنوز در کشور ما متداول است.

## کبوتربازی در ایران
کبوتربازی یکی از بازی‌های سنتی ایرانیان به‌شمار می‌رود و این بازی منحصراً به مردان اختصاص داشت و امروزه نیز در اکثر شهرهای ایران هنوز هم رواج دارد.
اصولاً کبوتر بازی در ایران به دو شکل مختلف انجام می‌شود: شکل اول رقابت بازیکنان به‌وسیله کبوتران در حین پرواز و شرط‌بندی بین صاحبان کبوتر است. در این روش کبوتر باز می‌کوشد کبوتران حریف را در حین پرواز به بام خود بکشاند و آن‌ها را تصاحب کند.

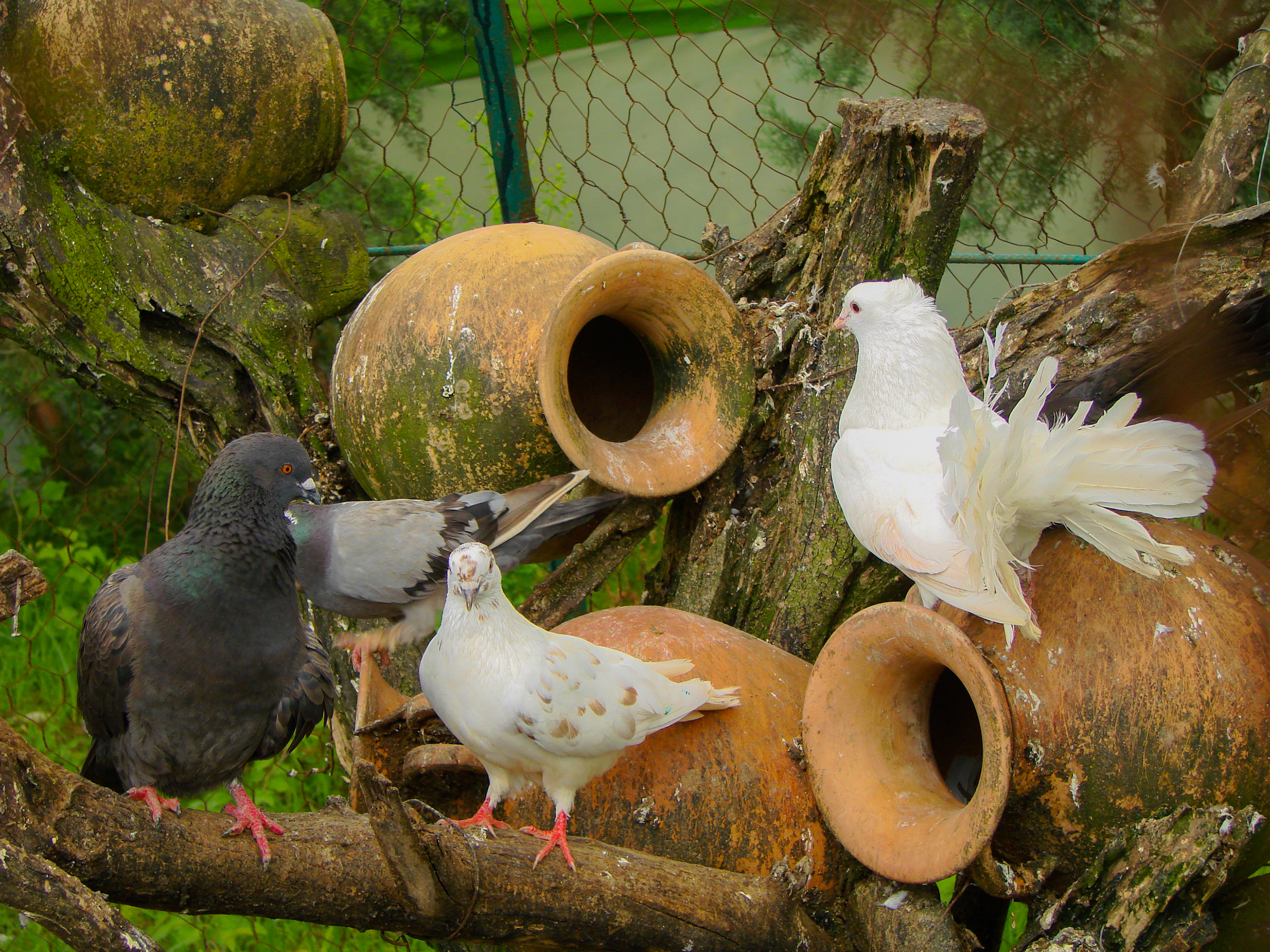
چند کبوتر در شهرک توریستی تفریحی نمک آبرود مازندران

## جایگاه و محل نگهداری کبوتر
جایگاه نگهداری کبوترها بسیار متفاوت می‌باشد و برحسب محل نگهداری آن‌ها در منازل، پشت بام‌ها یا برج‌های مخصوص در مزارع متغیر است، ولی به هرحال این جایگاه به صورت یکی از اشکال زیر می‌باشد:
۱. در صورت نگهداری کبوتر در خانه، معمولاً جایگاه آن‌ها را از قفس‌های چوبی، فلزی، جعبه‌های حلبی، سنگ‌های ساختمانی یا چیزی نظیر آن می‌سازند. این جایگاه‌ها معمولاً کوچک بوده و برای یک تا دو جفت پرنده ساخته می‌شود.
۲. کبوترهایی که بر روی پشت بام‌ها یا در مزرعه نگهداری می‌شوند. در قفس‌های بزرگی که از چوب یا فلز یا حلبی ساخته شده، جای داده می‌شوند. این قفس‌های بزرگ معمولاً دارای یک یا چند در کوچک یا بزرگ است که به کبوترها اجازه ورود و خروج می‌دهد و گاهی آشیانه‌های کوچکی به اندازه ۴۰×۵۰×۴۰ سانتی‌متر برای هر دو جفت کبوتر در داخل آن تعبیه می‌شود. اندازه قفس‌های بزرگ معمولاً ۳×۲×۲ متر است که گنجایش ۵۰ جفت کبوتر را دارد.
کبوتران را به سه گروه تقسیم می‌کنند.
- کبوتران وحشی (چاهی ـ صحرایی)
- کبوتران خانگی
- کبوتران نامه‌بر

## کبوتران وحشی

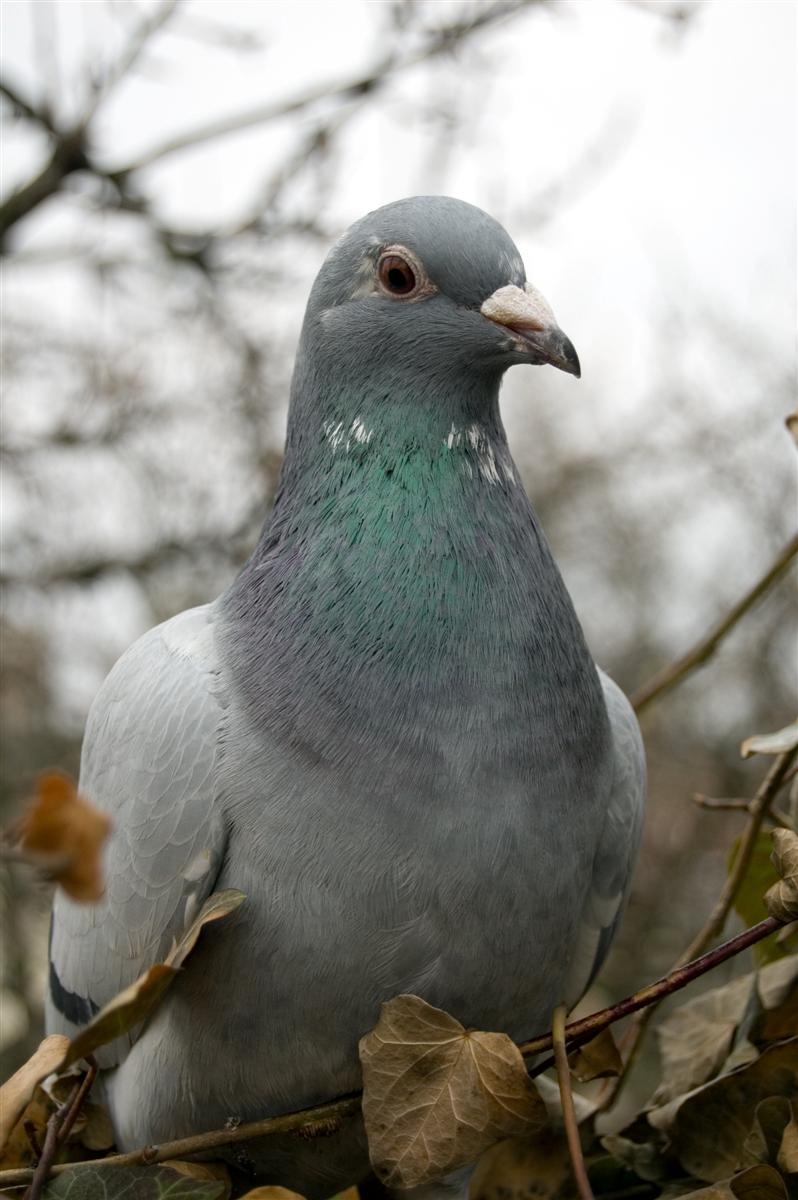
کبوتر وحشی، میلان، ایتالیا

دسته‌ای از کبوتران هستند که به صورت گروهی در شهرها و حومه شهر دیده می‌شوند و بعد از بلوغ (حدود ۸ تا ۱۲ ماه پس از تولد بسته به نژاد) با انتخاب جفت، زادوولد حیرت‌انگیزی می‌کنند که در نوع خود جالب است. عموماً کبوتران وحشی، خاکستری و گاه سیاه خاکستری هستند که با آمیخته شدن با نسل کبوتران خانگی که وحشی شده‌اند، اینگونه کبوتران را با تلفیقی از رنگ‌های کبوتران وحشی و خانگی می‌توان شناخت. مانند همه گونه‌ها ۲ تخم می‌گذارند و بعد از ۱۴ تا ۱۹ روز (بسته به شرایط محیط) جوجه‌ها به دنیا می‌آیند و تا دو روز از نوعی شیر مخصوص (پرنده محتویات معده را که کاملاً آسیاب شده و با آب مخلوط کرده، به نوعی شیره تبدیل می‌کند) جوجه‌هایش را تغذیه می‌کند. نوع نر پرنده، معمولاً بزرگ‌تر (به لحاظ جثه و حجم جمجمه) از نوع ماده، قابل شناسایی است. نوع ماده با جثه‌ای کوچک‌تر و نوکی درازتر از نوع نر قابل شناسایی است.

## کبوتران خانگی
از قدیم از پرندگان خانگی بوده و دارندگان این حیوان را کبوتر باز می‌گویند. کبوتران خانگی به علت تغذیه مناسب و شرایط استراحت گاه (از لحاظ جثه) از همنوعان غیر اهلی خود بزرگ‌ترند. کبوتران خانگی را معمولاً آموزش می‌دهند تا خانه صاحبش را مرکز قطب‌نمای درونی خود قرار دهد و جلد شود. از این غریزه ذاتی برای آموزش آن‌ها استفاده می‌شود و مسابقاتی نیز برای محک زدن این قدرت برگزار می‌شود که معمولاً کبوتران بازنده به صاحب کبوتران برنده می‌رسند. برای جلد کردن کبوتر، معمولاً پرهای کبوتر را (به غیر از شه پر) می‌برند (قیچی می‌کنند) و مدتی بسته به خصوصاً نژاد حیوان نگهداری می‌کنند تا قطب‌نمای درونی حیوان تغییر مرکز داده و خانه جدید را مرکز قطب‌نما کند. کبوتر بازان خاطرات فراوانی از کبوترانی دارند که بعد از سال‌ها به خانه قبلی خود بازگشته‌اند و هیچ‌گاه این قطب‌نما تغییر نکرده است. اساساً نژاد کبوتران اصیل را در ظاهر و جمجمه و میزان وفاداری (جلد بودن) به اولین خانه می‌دانند.

## کبوتر نامه‌بر
دو نوع هستند از لحاظ جثه که گونه اول جثه‌ای بسیار بزرگ‌تر از کبوتران چاهی و خانگی دارد که پاهای بزرگ و قرمز شفاف از ویژگی‌های خاص این نوع است که رفته رفته در خطر انقراض قرار گرفته است. گونه دوم کاملاً شبیه به کبوتران وحشی است که فقط توانایی دوقطبی بودن را دارد؛ یعنی حیوان بر اثر آموزش توانایی دارد که دو نقطه جغرافیایی را مرکز قطب‌نمای خود قرار داده و از یاد نبرد.
کبوترها لانه خود را بر درخت یا روی زمین یا در ساختمان‌ها می‌سازند. به ندرت اتفاق می‌افتد کبوترها درون تنه درختان، یا داخل سوراخ‌های زمین آشیانه بسازند. طرز لانه ساختن آن‌ها بسیار ساده است. کبوترهای ماده حداکثر ۲ و حداقل یک تخم می‌گذارند، رنگ تخم بیشتر کبوترها سفید است.

## منابع

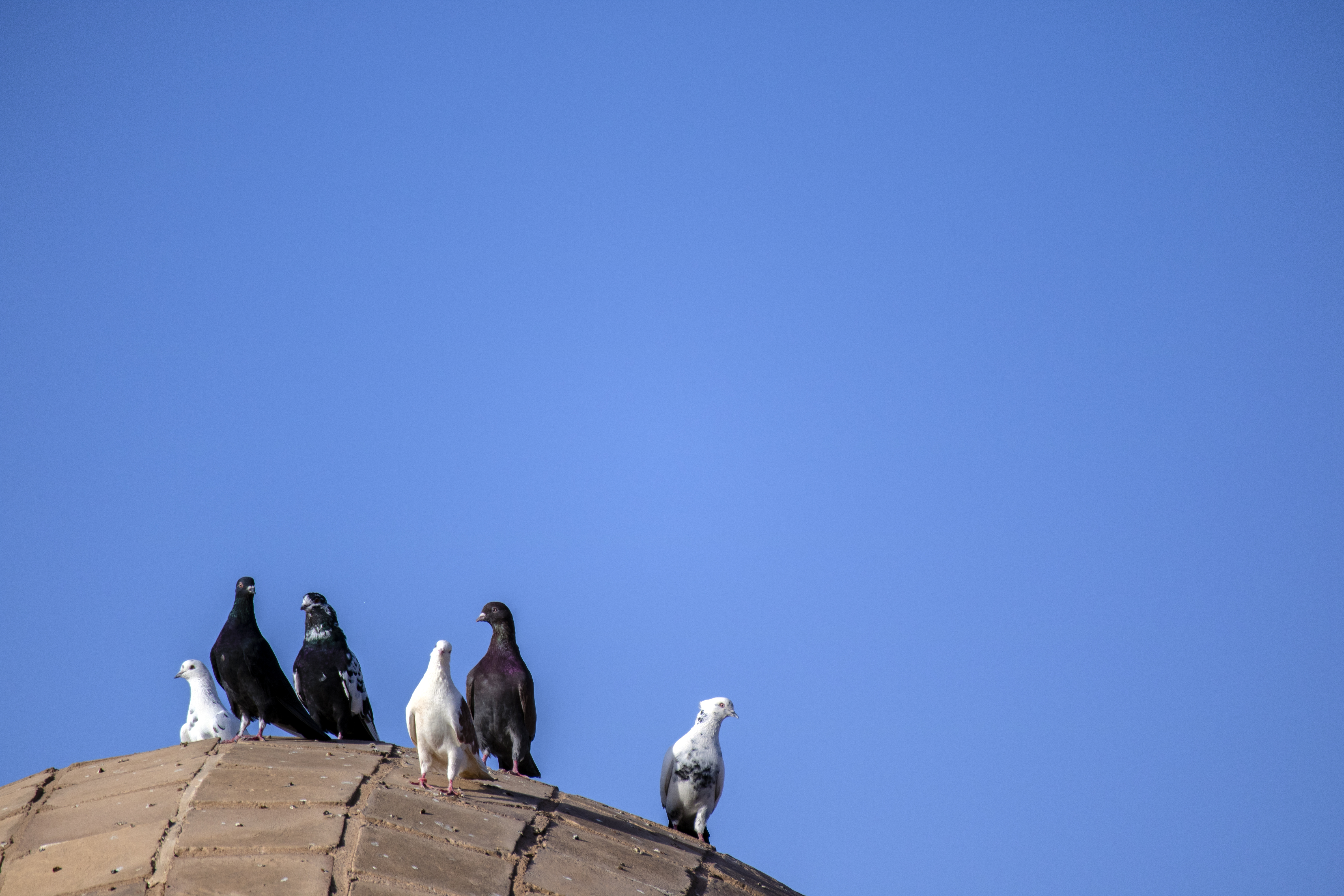
دسته کبوتر، کاروانسرای دیر گچین
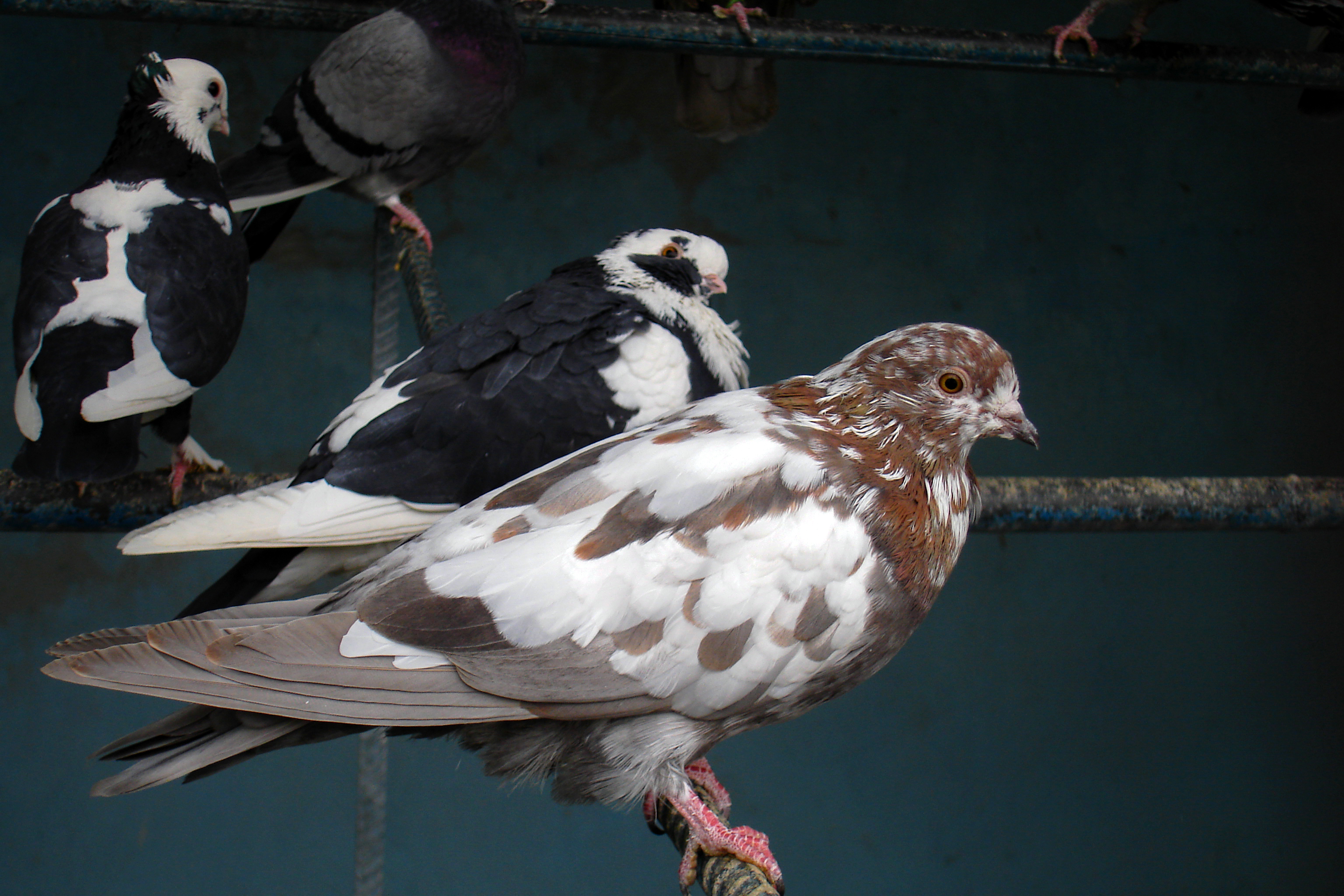
قفس کبوتران، بوستان مهدی قم
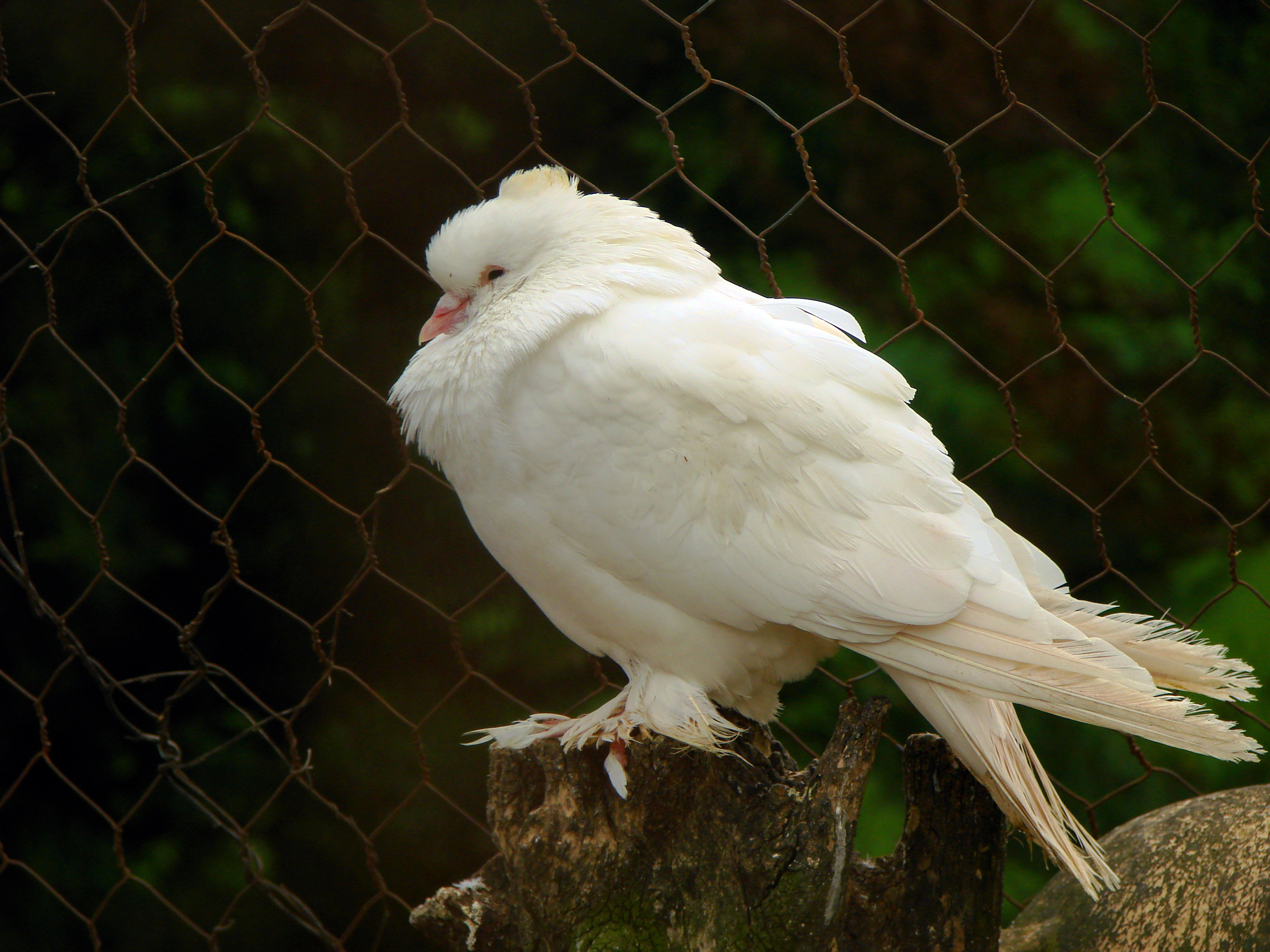
قفس کبوتران، نمک آبرود استان مازندران